# کلودیو ریوالتا
کلودیو ریوالتا (انگلیسی: Claudio Rivalta؛ زادهٔ ۳۰ ژوئن ۱۹۷۸) بازیکن فوتبال اهل ایتالیا است.
از باشگاه‌هایی که در آن بازی کرده‌است می‌توان به باشگاه فوتبال پروجا، باشگاه فوتبال اسپتزیا، باشگاه فوتبال تورینو، باشگاه فوتبال آتالانتا، باشگاه فوتبال چزنا، و باشگاه فوتبال ویچنزا اشاره کرد.
وی همچنین در تیم‌های ملی فوتبال زیر ۲۱ سال ایتالیا بازی کرده‌است.